# 底特律鎮區 (明尼蘇達州貝克縣)
底特律鎮區（英語：Detroit Township）是位於美國明尼蘇達州貝克縣的一個行政鎮區。

## 地方資料
底特律鎮區的面積為73.00平方千米，當中陸地面積為61.10平方千米，而水域面積為11.90平方千米。根據2020年美國人口普查的數據，當地共有人口2093人，而人口密度為每平方千米28.67人。